# Dominik Burgstaller
Dominik Burgstaller (* 1. Mai 2001) ist ein österreichischer Snowboarder. Er startet hauptsächlich im Parallel-Riesenslalom und im Parallelslalom.

## Karriere
Burgstaller gab sein internationales Renndebüt am 10. Dezember 2016 bei einem Juniorenrennen in Haus im Ennstal. Sein erstes internationales Großereignis bestritt er fast zwei Jahres später bei den Juniorenweltmeisterschaften in Cardrona, wobei er mit Rang 24 im Parallel-Riesenslalom sein bestes Ergebnis erreichte.
In den darauffolgenden Jahren startete Burgstaller hauptsächlich bei Rennen des Europacups sowie bei FIS-Rennen im benachbarten Ausland.
Sein Weltcupdebüt feierte er am 12. Dezember 2020 in Cortina d’Ampezzo, wobei er bereits in der Qualifikation ausschied.
Am 11. Januar 2022 gewann Burgstaller mir Platz 30 beim Weltcup in Bad Gastein seine ersten Weltcuppunkte.
Den bisher größten Erfolg seiner Karriere feierte er bei den Winter World University Games 2023 in Lake Placid als er hinter seinem Teamkollegen Matthäus Pink die Silbermedaille im Parallelslalom gewinnen konnte. Im Parallelriesenslalom unterlag er im kleinen Finale dem Japaner Ryusuke Shinohara und belegte den 4. Platz.
Seinen ersten Podestplatz im Weltcup erreichte Burgstaller am 11. Januar 2025 in Scuol, er belegte den zweiten Platz und musste sich nur dem Italiener Maurizio Bormolini geschlagen geben.

## Erfolge

### Weltcup
- 4 Platzierungen unter den besten 10, davon ein Podestplatz

### Juniorenweltmeisterschaften
- Cardrona 2018: 24. Parallel-Riesenslalom, 30. Parallelslalom
- Rogla 2019: 13. Parallelslalom, 20. Parallel-Riesenslalom
- Lachtal 2020: 8. Parallel-Riesenslalom, 8. Parallelslalom
- Krasnojarsk 2021: 10. Parallel-Riesenslalom, 13. Parallelslalom

### Europacup
- 5 Podestplätze, davon 3 Siege

| Datum             | Ort         | Land       | Disziplin             |
| ----------------- | ----------- | ---------- | --------------------- |
| 6. Februar 2021   | Lenzerheide | Schweiz    | Parallelslalom        |
| 19. Dezember 2021 | Moninec     | Tschechien | Parallelslalom        |
| 23. Januar 2022   | Bukovel     | Ukraine    | Parallel-Riesenslalom |

### Nor-Am-Cup
- 2 Platzierungen unter den besten 10

### Winter World University Games
- Lake Placid 2023: 2. Parallelslalom, 4. Parallel-Riesenslalom
- Bardonecchia 2025: 5. Parallel-Riesenslalom, 9. Parallelslalom

### Weitere Erfolge
- Österreichischer Meister im Parallelslalom (2024)
- Österreichischer Vizemeister im Parallel-Riesenslalom (2024)
- Ein Sieg bei einem FIS-Rennen